# Серклвил (Канзас)
Серклвил (енгл. Circleville) град је у америчкој савезној држави Канзас.

## Демографија
По попису из 2010. године број становника је 170, што је 15 (-8,1%) становника мање него 2000. године.
| Група             | 2000.       | 2010.       |
| Белци             | 172 (93,0%) | 161 (94,7%) |
| Афроамериканци    | 0 (0,0%)    | 1 (0,6%)    |
| Азијати           | 1 (0,5%)    | 0 (0,0%)    |
| Хиспаноамериканци | 5 (2,7%)    | 2 (1,2%)    |
| Укупно            | 185         | 170         |